# Aceratium ferrugineum
Aceratium ferrugineum är en tvåhjärtbladig växtart som beskrevs av Cyril Tenison White. Aceratium ferrugineum ingår i släktet Aceratium och familjen Elaeocarpaceae. Inga underarter finns listade i Catalogue of Life.